# جهاد الوزير
جهاد خليل إبراهيم الوزير (وُلد في 20 يوليو 1963) اقتصادي فلسطيني، شغل منصب محافظ سُلطة النقد الفلسطينية بين عامي 2008 و2015. عمل سابقًا مساعدًا لوكيل وزارة التخطيط والتعاون الدولي، وأمينًا عامًا لوزارة المالية والتخطيط الدولي، ووكيلًا لوزارة المالية وقائمًا بأعمال وزير المالية في الفترة ما بين نوفمبر 2005 ومارس 2006.

## التحصيل العلمي
حصل جهاد الوزير على درجة البكالوريوس في الهندسة الكهربائية من جامعة ويسكونسن–ملواكي في الولايات المتحدة عام 1989، ودرجة الماجستير في الإدارة الهندسية من جامعة ملواكي للهندسة عام 1990، ودرجة الدكتوراه في الإدارة العامة من جامعة لوفبرا في المملكة المتحدة عام 2001.

## الحياة العملية
- في 27 سبتمبر 2001، عُين وكيًلا مساعدًا في وزارة التخطيط والتعاون الدولي الفلسطينية.[2]
- في 6 مارس 2005، نُقل من وزارة التخطيط والتعاون الدولي وعُين وكيلًا لوزارة المالية الفلسطينية.[3]
- في 14 أكتوبر 2005، عُين بصفته ممثلًا عن وزارة المالية عضوًا في مجلس إدارة سلطة النقد الفلسطينية.[4]
- في 9 يناير 2006، عُين عضوًا في اللجنة الوطنية لإقامة المتنزه الوطني على أرض الإذاعة.[5]
- في 5 مارس 2006، عُين بصفته ممثلًا عن وزارة المالية رئيسًا لمجلس إدارة هيئة التقاعد العام.[6]
- في 4 يونيو 2006، عُين نائبًا لمحافظ سُلطة النقد.[7]
- في 9 أكتوبر 2007، عُين بصفته ممثلًا عن سلطة النقد رئيسًا للجنة الإدارية للإشراف على مؤسسة إدارة وتنمية أموال اليتامي.[8]
- في 1 يناير 2008، عُين محافظًا لسُلطة النقد.[9] وفي 1 يناير 2012، أُعيد تكليفه بذات المنصب.[10]
- في 17 سبتمبر 2013، عُين بصفته محافظًا لسُلطة النقد رئيسًا لمجلس إدارة المؤسسة الفلسطينية لضمان الودائع .[11]
- في 5 أبريل 2015، عُين بصفته محافظًا لسُلطة النقد رئيسًا للجنة الوطنية لمكافحة غسل الأموال.[12]